# Pardosa proxima
Pardosa proxima är en spindelart som först beskrevs av Carl Ludwig Koch 1847.  Pardosa proxima ingår i släktet Pardosa och familjen vargspindlar.

## Underarter
Arten delas in i följande underarter:
- P. p. annulatoides
- P. p. antoni
- P. p. poetica